# HD 154783
HD 154783，又名CD-3013840，SAO 208467、HR 6366，是一颗恒星，视星等为5.97，位于銀經354.33，銀緯5.83，其B1900.0坐标为赤經17h 2m 24.2s，赤緯-30° 5.83′ 16″。